# Nguyễn Danh Nho
Nguyễn Danh Nho (1638 - 1699), hiệu là Sằn Hiên, là danh sĩ và là quan nhà Lê trung hưng trong lịch sử Việt Nam.

## Tiểu sử
Ông là người xã Nghĩa Phú (tục gọi là làng Xưa); hiện nay là thôn Nghĩa Phú, xã Cẩm Vũ, huyện Cẩm Giàng, tỉnh Hải Dương.
Năm Canh Tuất (1670), đời vua Lê Huyền Tông, Nguyễn Danh Nho thi đỗ Tiến sĩ, được giữ chức Tả ti giám, Hiến sát sứ; sau thăng đến Bồi Tụng hữu thị lang, tước Nam.
Năm Tân Mùi (1691) đời vua Lê Hy Tông, ông được sung vào sứ bộ đi sứ sang nhà Thanh (Trung Quốc). Khi đi đến Giang Nam, ông đã sao lục văn bia Tuệ Tĩnh (1330-?), là người cùng làng, là thiền sư và là ông tổ ngành dược Việt Nam) rồi cho khắc lên đá mang về nước. Song đến địa phận giáp giới giữa Văn Thai và Nghĩa Phú thì thuyền chở bia bị đắm. Mọi người cho là đắc địa nên dựng bia tại nơi bia bị chìm, nay là đền Bia, xã Cẩm Văm (Cẩm Giàng) .
Năm Kỷ Mão (1699), Nguyễn Danh Nho mất lúc 61 tuổi, được truy tặng chức Công bộ Tả thị lang, tước Tử.
Sinh thời, ông nổi tiếng là người thông minh, nhớ dai, văn hay, chữ đẹp; được suy tôn là Dật tiên (ông tiên cao siêu), Quyển lòng (con rồng uốn khúc). Hiện nay nhà thờ và bia ký về Nguyễn Danh Nho vẫn còn tại xã Nghĩa Phú.

## Tác phẩm
Tác phẩm của ông hiện còn 12 bài thơ chữ Hán chép trong Toàn Việt thi lục do Lê Quý Đôn biên tập. Thơ ông chủ yếu là thơ vịnh cảnh vật, thù tạc trên đường đi sứ. Dưới đây tuyển một bài:
| Phiên âm Hán-Việt: Mộ xuân cảm tác Tam xuân hướng mộ chính huyên hòa, Vãn tiết nghi xuân xứng ý đa. Lưỡng ngạn vũ tình sơn hữu sắc, Nhất giang phong tĩnh thủy vô ba. Ngọ song ẩn kỷ thinh đề điểu, U kính huề cùng xuyết lạc hoa. Cổ vãng kim lai sinh nhược ký, Hữu luân quang cảnh trục sa đà. | Dịch nghĩa: Cảm tác cuối xuân Ba tháng mùa xuân, lúc về cuối chính là khi thời tiết ấm áp, Tiết muộn thích hợp, con người có nhiều điều hài lòng. Hai bờ sông mưa tạnh, núi phô màu sắc, Dòng sông lặng gió, nước không có sóng. Buổi trưa tựa ghế bên cửa sổ nghe chim kêu, Chống gậy trên lối đi tĩnh mịch nhặt hoa rụng, Xưa qua nay lại, cuộc đời như sống gửi, Đừng bàn đến cảnh vật và thời gian cứ hờ hững trôi. |

## Trùng tên
Trong lịch sử Việt Nam có một người cùng mang tên là Nguyễn Danh Nho (1650 - 1680). Ông là người xã Lũng Sơn, huyện Tiên Du (nay thuộc thị trấn Lim, huyện Tiên Du, tỉnh Bắc Ninh); làm quan trải đến chức Đông các Đại học sĩ. Có tài liệu ghi sau này ông đổi tên là Nguyễn Nho Tông.